# ملیسا والک
ملیسا والک (انگلیسی: Melisa Wallack؛ زادهٔ ) یک فیلم‌نامه‌نویس اهل ایالات متحده آمریکا است.